# Chelonus subelegantulus
Chelonus subelegantulus är en stekelart som först beskrevs av Vladimir Ivanovich Tobias 1994.  Chelonus subelegantulus ingår i släktet Chelonus och familjen bracksteklar. Inga underarter finns listade i Catalogue of Life.